# Pampassottyrann
Pampassottyrann (Knipolegus hudsoni) är en fågel i familjen tyranner inom ordningen tättingar.

## Utbredning
Fågeln häckar i centrala Argentina och övervintrar i Bolivia, sydvästra Brasilien och sydöstra Peru.

## Status
IUCN kategoriserar arten som livskraftig.

## Namn
Fågelns vetenskapliga namn hedrar William Henry Hudson (1841-1922), en brittisk naturforskare och författare boende i Argentina 1842-1869. Tidigare kallades den hudsonsottyrann även på svenska, men justerades 2023 till ett enklare och mer informativt namn av BirdLife Sveriges taxonomikommitté.

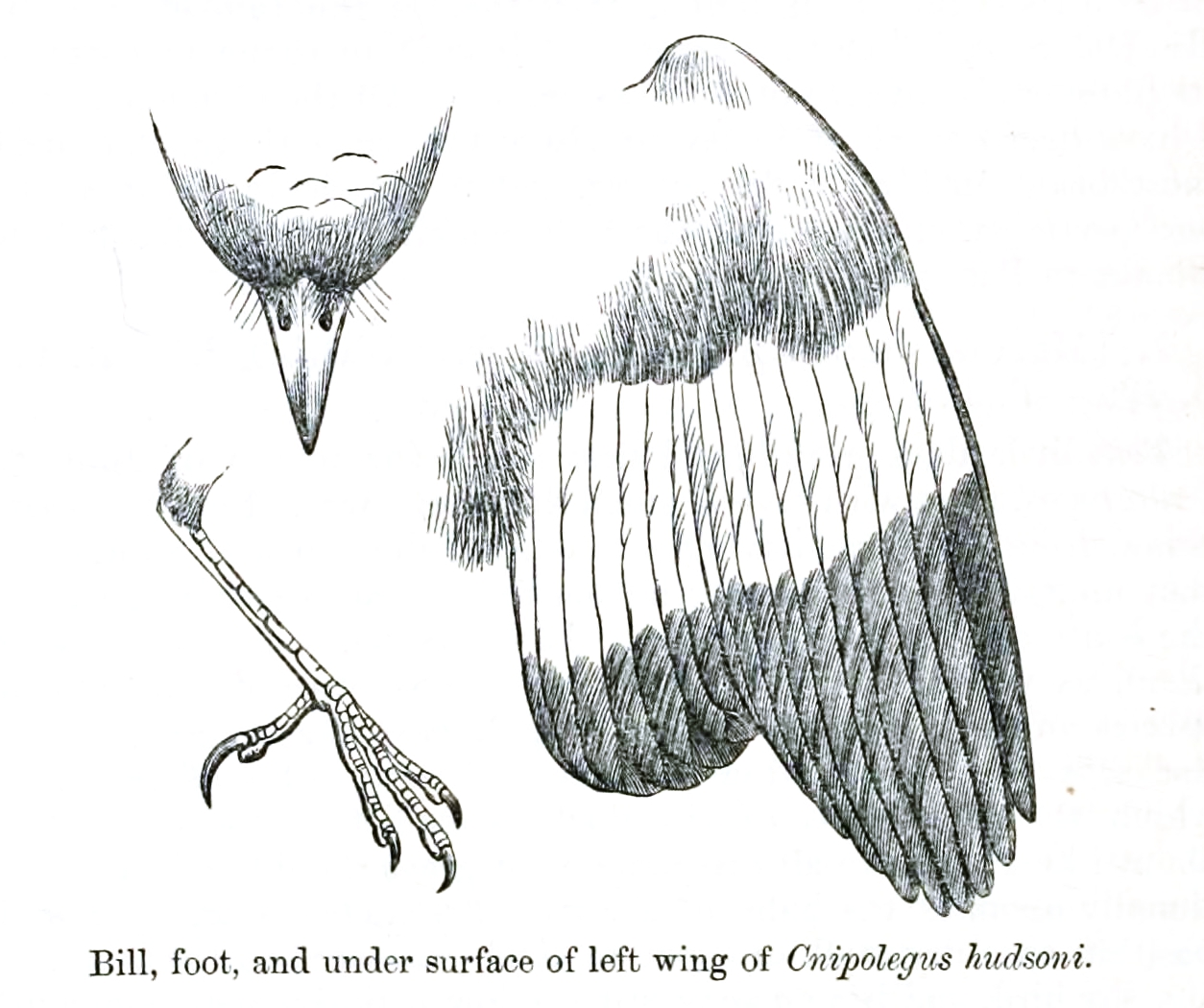